# Зареченское сельское поселение (Татарстан)
Зареченское се́льское поселе́ние — муниципальное образование в Нурлатском районе Татарстана Российской Федерации.
Административный центр — посёлок Заречный.

## История
Статус и границы сельского поселения установлены Законом Республики Татарстан от 31 января 2005 года № 32-ЗРТ «Об установлении границ территорий и статусе муниципального образования "Нурлатский муниципальный район" и муниципальных образований в его составе».

## Население
| 2010 | 2011 | 2012  | 2013 | 2014 | 2015 | 2016 |
| ---- | ---- | ----- | ---- | ---- | ---- | ---- |
| 682  | ↘679 | ↗1742 | ↘649 | ↘640 | ↘627 | ↘623 |
| 2017 | 2018 |       |      |      |      |      |
| ↘608 | ↘604 |       |      |      |      |      |

## Состав сельского поселения
| № | Населённый пункт | Тип населённого пункта          | Население |
| - | ---------------- | ------------------------------- | --------- |
| 1 | Заречный         | посёлок, административный центр |           |
| 2 | Турнояс          | деревня                         |           |
| 3 | Юган             | посёлок                         |           |